# Macé
Macé – miejscowość i gmina we Francji, w regionie Normandia, w departamencie Orne.
Według danych na rok 1990 gminę zamieszkiwały 464 osoby, a gęstość zaludnienia wynosiła 32 osoby/km² (wśród 1815 gmin Dolnej Normandii Macé plasuje się na 468. miejscu pod względem liczby ludności, natomiast pod względem powierzchni na miejscu 260.).